# Карпов, Артур Геннадьевич
Арту́р Генна́дьевич Ка́рпов — российский судья в отставке.

## Биография
Род. 15 мая 1969 года. Был назначен на должность указом президента Владимира Путина № 747 от 12.06.2007, в 2010 году переназначен на новый шестилетний срок президентом Дмитрием Медведевым. По некоторым данным, до работы в суде был сотрудником военной прокуратуры.
В январе 2021 г. по собственному желанию вышел в отставку. Согласно данным платформы «Мосгорсуд», только в период с 2015 по 2021 год судьей Карповым А.Г. было вынесено более 10 500 судебных актов.

## Резонансные дела
Артур Карпов, помимо других дел, участвовал в качестве судьи в ряде процессов с политическим окрасом (см. ниже).
В августе 2011 года Артур Карпов санкционировал арест предполагаемого организатора убийства обозревателя «Новой газеты» Анны Политковской — отставного подполковника милиции Дмитрия Павлюченкова.
С октября 2012 года он выносил решения об аресте и о продлении сроков содержания под стражей Сергею Удальцову и Леониду Развозжаеву, обвиняемым в организации массовых беспорядков.
В период с 2011 по 2013 годы Артур Карпов отклонял жалобы матери и коллеги юриста Сергея Магнитского, касавшиеся неправомерного посмертного преследования и отсутствия действий по расследованию условий его смерти.. 18 марта 2013 года, отклоняя жалобу матери Сергея Магнитского на решение Следственного комитета РФ не проводить расследование убийства её сына в СИЗО «Матросская тишина», судья Карпов аргументировал своё решение тем, что «оснований не доверять документам, представленным органом уголовного преследования, у суда не имеется». Спустя 15 месяцев, Следственный комитет РФ прекратил уголовное дело о смерти Сергея Магнитского, так и не расследовав обстоятельства его смерти, которой предшествовали заявления самого юриста и общавшихся с ним его знакомых об истязаниях.
23 мая 2013 года судья Артур Карпов отклонил жалобу коллеги Сергея Магнитского, Джемисона Файерстоуна, на бездействие Следственного комитета РФ в части расследования действий налоговых инспекторов из ИФНС № 25 и № 28 г. Москвы, которые одобрили перечисление налоговых возвратов из бюджета на счета подставных фирм на сумму более 5,4 млрд рублей.
С 2012 по 2016 год он многократно выносил постановления об аресте и продлении арестов участников «болотного дела».
В 2014 году изменил Алексею Навальному меру пресечения с подписки о невыезде на домашний арест (по делу «Ив Роше»).
В феврале 2015 года Артур Карпов продлил арест украинской летчице Надежде Савченко.
В 2016 году санкционировал арест губернатора Кировской области Никиты Белых, в том же году отправил под домашний арест главу Минэкономики Алексея Улюкаева.
В ноябре 2016 года судья Артур Карпов продлил арест Евгению Ольховику, топ-менеджеру компании «Ренова», и Борису Вайнзихеру, генеральному директору «Т Плюс», обвиняемым в передаче взяток бывшему руководству Республики Коми..
В 2019 году отправил под арест на два месяца основателя компании Baring Vostok гражданина США Майкла Калви, подозревавшегося в хищении 2,5 млрд руб. из средств кредитного учреждения под видом сделки с акциями.
В сентябре 2019 года в зале суда освободил Алексея Миняйло, координатора штаба Любови Соболь..
В январе 2020 года судья продлил арест Михаила Абызова, бывшего министра «Открытого правительства», на два месяца.
В феврале 2020 года Артуром Карповым был арестован Каха Газзаев, который считается возможным соучастником знаменитого убийства Вячеслава Иванькова, известного как патриарх преступного мира постсоветского пространства.
В июле 2020 года Артур Карпов заключил под стражу губернатора Хабаровского края Сергея Фургала, обвиняемого в организации убийств и покушении на убийство.
В ноябре 2020 г. отправил в СИЗО бывшего заместителя директора ФСИН России Валерия Максименко, обвиняемого в злоупотреблении должностными полномочиями.

## Санкции
Внесен в санкционный список Украины как судья районного суда, содействующий войне.